# Городище (Ковельський район)
Городи́ще — село в Україні, у Дубівській сільській громаді Ковельського району Волинської області. Населення становить 210 осіб. 

## Географія
Село Городище розташоване в північному напрямку від адміністративного центру громади с.Дубове на віддалі 13 км.

## Історія
У 1906 році село Старокошарської волості Ковельського повіту Волинської губернії. Відстань від повітового міста 13 верст, від волості 12. Дворів 67, мешканців 497.
До 26 липня 2016 року — адміністративний центр Городищенської сільської ради Ковельського району Волинської області.

## Населення
Згідно з переписом УРСР 1989 року чисельність наявного населення села становила 215 осіб, з яких 91 чоловік та 124 жінки.
За переписом населення України 2001 року в селі мешкало 207 осіб.

### Мова
Розподіл населення за рідною мовою за даними перепису 2001 року:
| Мова       | Відсоток |
| ---------- | -------- |
| українська | 99,05 %  |
| білоруська | 0,48 %   |
| російська  | 0,48 %   |

## Сьогодення
В селі функціонує загальноосвітня школа I ступеня, в якій навчається 26 учнів, фельдшерсько-акушерський пункт, сільський клуб, бібліотека. Зареєстровано 3 заклади торгівлі. Діє православна церква Київського патріархату.[джерело?]